# Eddy Choong
Eddy B. Choong (eigentlich Choong Ewe Beng, chinesisch 莊友明 / 庄友明, Pinyin Zhuāng Yǒumíng; * 29. Mai 1930 in Penang; † 28. Januar 2013 in George Town) war ein Badmintonspieler aus Malaysia.

## Leben und Karriere
Eddy Choong entstammte einer vermögenden Hokkien-chinesischen Unternehmerfamilie, die über Jahrzehnte einen großen Teil des Handels und vor allem des Reismühlengewerbes in der damaligen britischen Kronkolonie Penang sowie den Sultanaten Perak und Kedah beherrschte. Sein Vater war der Reismühlenbesitzer Choong Lye Hin. Sein Bruder David Choong, sein Cousin Choong Ewe Jin und seine Cousine Amy Choong wurden ebenfalls als Badmintonspieler bekannt. 
Der nur 1,57 Meter große Eddy Choong gilt als der beste Spieler seiner Zeit. In seiner aktiven Karriere gewann er 75 internationale Meisterschaften in 15 Ländern sowie etwa 450 regionale Titelkämpfe. Bei den inoffiziellen Weltmeisterschaften, den All England, siegte er vier Mal im Herreneinzel. 1955 gewann er mit dem malaiischen Team den Thomas Cup, drei Jahre später verlor Malaya den Titel an Indonesien.
Choong wurde 1997 in die Badminton Hall of Fame aufgenommen. In seiner Heimat trug er als nur eine von fünf Personen den Titel Malaysian Greatest Sportsmen.

## Erfolge
| Platz            | Disziplin                       | Saison                                        | Veranstaltung               |
| ---------------- | ------------------------------- | --------------------------------------------- | --------------------------- |
| All England      |                                 |                                               |                             |
| 1                | Herreneinzel Herrendoppel       | 1953, 1954, 1956, 1957 1951, 1952, 1953       | All England                 |
| 2                | Herreneinzel Herrendoppel       | 1952, 1955 1954, 1955, 1957                   | All England                 |
| Asienspiele      |                                 |                                               |                             |
| 2                | Mixed                           | 1966                                          | Asienspiele                 |
| Thomas Cup       |                                 |                                               |                             |
| 1                | Team                            | 1955                                          | Thomas Cup                  |
| 2                | Team                            | 1958                                          | Thomas Cup                  |
| Weitere Turniere |                                 |                                               |                             |
| 1                | Herreneinzel Herrendoppel Mixed | 1953                                          | Denmark Open                |
| 1                | Herreneinzel Herrendoppel Mixed | 1954, 1955, 1957 1955, 1957 1957              | Dutch Open                  |
| 1                | Herreneinzel Herrendoppel Mixed | 1952, 1953 1951, 1952, 1953                   | French Open                 |
| 1                | Herreneinzel Herrendoppel       | 1955, 1956, 1957 1955, 1957                   | German Open                 |
| 1                | Herreneinzel Herrendoppel Mixed | 1951, 1952, 1953, 1957 1952, 1953 1951, 1953  | Irish Open                  |
| 1                | Herreneinzel Herrendoppel Mixed | 1957, 1960 1966 1949, 1963                    | Malaysia Open               |
| 1                | Herreneinzel Herrendoppel       | 1954                                          | Norwegian International     |
| 1                | Herreneinzel Herrendoppel       | 1951, 1953, 1957 1951, 1952, 1953, 1957       | Scottish Open               |
| 1                | Herrendoppel                    | 1966                                          | Singapur Open               |
| 1                | Herreneinzel                    | 1956                                          | Swiss Open                  |
| 1                | Herreneinzel                    | 1954                                          | US Open                     |
| 1                | Herreneinzel Herrendoppel       | 1950, 1951, 1952, 1953, 1954, 1956 1950, 1954 | Wimbledon Open              |
| 1                | Herreneinzel                    | 1954, 1957                                    | World Invitation Tournament |

## Publikationen
- Eddy Choong, Fred Brundle: Badminton. Foyles Handbooks, London, Foyle, 1955.
- Eddy Choong, Fred Brundle: The Phoenix Book of Badminton – Its history, the development of the shuttlecock, the diversity of style and tactics, and the badminton world of today, London, Phoenix Sports Books, 1956.